# Antonio Barbaro
Antonio Barbaro († 1679) aus der Familie Barbaro war ein Generalgouverneur der Republik Venedig.
Während des Candia-Kriegs war er in den Jahren 1655 und 1656 Kapitän der Golfo. 1667 wurde er Provveditore Generale für Candia, das heutige Kreta. Das gleiche Amt übte er ab 1670 in Dalmatien aus. Nach seinem Tod 1679 hinterließ er 30.000 Dukaten für den Aufbau der Kirche von Santa Maria Zobenigo in Venedig.